# Buggy
Een buggy is een bepaald type auto.

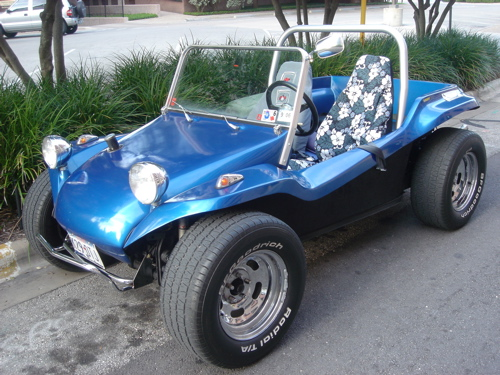
Een Meyers Manx-buggy

In de jaren 60 werd het in de Verenigde Staten erg populair om Volkswagen Kevers van een andere carrosserie te voorzien. Zo'n auto werd buggy genoemd, naar de VW Bug, zoals de Kever in Amerika genoemd werd. Omdat de auto's kleiner en lichter waren dan de gewone kever werd het verkleinwoord buggy gebruikt. Overigens werd deze naam  al in de 19e eeuw gebruikt voor een lichtgebouwd rijtuig met slechts twee zitplaatsen.
Er waren carrosserieën van glasvezelversterkt polyester te koop die op het chassis van een VW Kever konden worden gezet. Een Kever heeft geen zelfdragende carrosserie, zodat de ombouw weinig problemen gaf. Er waren ook kortere carrosserieën, waarvoor het nodig was het chassis in te korten. Daarvoor was meer vakkennis en handigheid nodig.
De rage sloeg over naar Europa, waardoor in de jaren zeventig veel buggies rondreden. Ook in Nederland en België probeerden velen een graantje mee te pikken van deze rage, zoals APAL in België en Ruska, Rizovari in Nederland. Ook bouwden velen een prototype of een buggy voor eigen gebruik. De buggy-rage eindigde eind jaren tachtig, mede door strenger wordende regels op het gebied van veiligheid, maar men kan nog immer nieuwe buggy's kopen.